# Pouilly-sous-Charlieu
Pouilly-sous-Charlieu település Franciaországban, Loire megyében. Lakosainak száma 2584 fő (2022. január 1.). Pouilly-sous-Charlieu Saint-Nizier-sous-Charlieu, Vougy, Briennon, Chandon, Charlieu, Nandax és Saint-Hilaire-sous-Charlieu községekkel határos.

## Népesség
A település népességének változása:
| Lakosok száma | 2529 | 2973 | 2834 | 2659 | 2512 | 2491 | 2471 | 2532 | 2562 | 2584 |
|               | 1968 | 1982 | 1990 | 2006 | 2013 | 2015 | 2017 | 2019 | 2020 | 2022 |